# Суперкубок України з футболу 2014
Суперкубок України з футболу 2014 — 11-й розіграш Суперкубка України. У матчі зустрілися чемпіон України — донецький «Шахтар» та володар кубка України — київське «Динамо». Відповідно до жеребкування, проведеного 2 липня, номінальним господарем поля став донецький «Шахтар». Матч відбувся 22 липня 2014 року у Львові на стадіоні «Арена Львів». Перемогу у грі з рахунком 2:0 здобув «Шахтар», для якого титул володаря Суперкубка України став шостим в історії.

## Деталі
| 22 липня 2014 21:00 EEST +25°C |

| «Шахтар»                 | 2:0      | «Динамо» |
| ------------------------ | -------- | -------- |
| Гладкий 75' Марлос 90+3' | Протокол |          |

| «Арена Львів», Львів Глядачів: 34 347 Арбітр: Юрій Можаровський (Львів) |

| «Шахтар» Донецьк | «Динамо» Київ |

| Шахтар:       |    |                     |           |
|               |    |                     |           |
| В             | 32 | Антон Каніболоцький |           |
| ЗХ            | 33 | Дарійо Срна         |           |
| ЗХ            | 44 | Ярослав Ракицький   |           |
| ЗХ            | 5  | Олександр Кучер     |           |
| ЗХ            | 13 | В'ячеслав Шевчук    |           |
| ПЗ            | 6  | Тарас Степаненко    | 86' 90+5' |
| ПЗ            | 17 | Фернанду            | 73'       |
| ПЗ            | 28 | Тайсон              | 90+3' 86' |
| ПЗ            | 77 | Ілсінью             | 23'       |
| НП            | 9  | Луїс Адріану        | 82'       |
| НП            | 21 | Олександр Гладкий   | 75'       |
| Запасні:      |    |                     |           |
| В             | 30 | Андрій Пятов        |           |
| ЗХ            | 14 | Василь Кобін        |           |
| ЗХ            | 18 | Іван Ордець         |           |
| ЗХ            | 38 | Сергій Кривцов      |           |
| ПЗ            | 24 | Дмитро Гречишкін    | 90+5'     |
| ПЗ            | 11 | Марлос              | 86'       |
| НП            | 50 | Сергій Болбат       | 73'       |
| Тренер:       |    |                     |           |
| Мірча Луческу |    |                     |           |

| Динамо:       |    |                       |         |
|               |    |                       |         |
| В             | 1  | Олександр Шовковський |         |
| ЗХ            | 2  | Даніло Сілва          | 30'     |
| ЗХ            | 6  | Александар Драгович   |         |
| ЗХ            | 24 | Домагой Віда          |         |
| ЗХ            | 27 | Євген Макаренко       |         |
| ПЗ            | 10 | Андрій Ярмоленко      | 51'     |
| ПЗ            | 9  | Роман Безус           | 61' 79' |
| ПЗ            | 17 | Сергій Рибалка        |         |
| ПЗ            | 45 | Владислав Калітвінцев |         |
| ПЗ            | 90 | Юнес Беланда          | 23' 84' |
| НП            | 85 | Дьємерсі Мбокані      | 80'     |
| Запасні:      |    |                       |         |
| В             | 23 | Олександр Рибка       |         |
| ЗХ            | 3  | Євген Селін           |         |
| ПЗ            | 5  | Огнєн Вукоєвич        |         |
| ПЗ            | 16 | Сергій Сидорчук       |         |
| ПЗ            | 20 | Олег Гусєв            | 68'     |
| ПЗ            | 25 | Лукман Аруна          | 79'     |
| НП            | 22 | Артем Кравець         | 84'     |
| Тренер:       |    |                       |         |
| Сергій Ребров |    |                       |         |

| АРБІТРИ - Асистенти: - Четвертий: - Інспектор ФФУ: | ПРАВИЛА МАТЧУ - 90 хвилин основного часу. - Пенальті, якщо після основного часу рахунок рівний. - Сім гравців на заміні. - Максимум 3 заміни у матчі. - Одночасно на полі не більше 7 легіонерів у кожній команді. |

| Переможець Суперкубка України 2014 |
| ---------------------------------- |
|                                    |
| «Шахтар» (Донецьк) Шостий титул    |